# Pillersdorf (Gemeinde Zellerndorf)

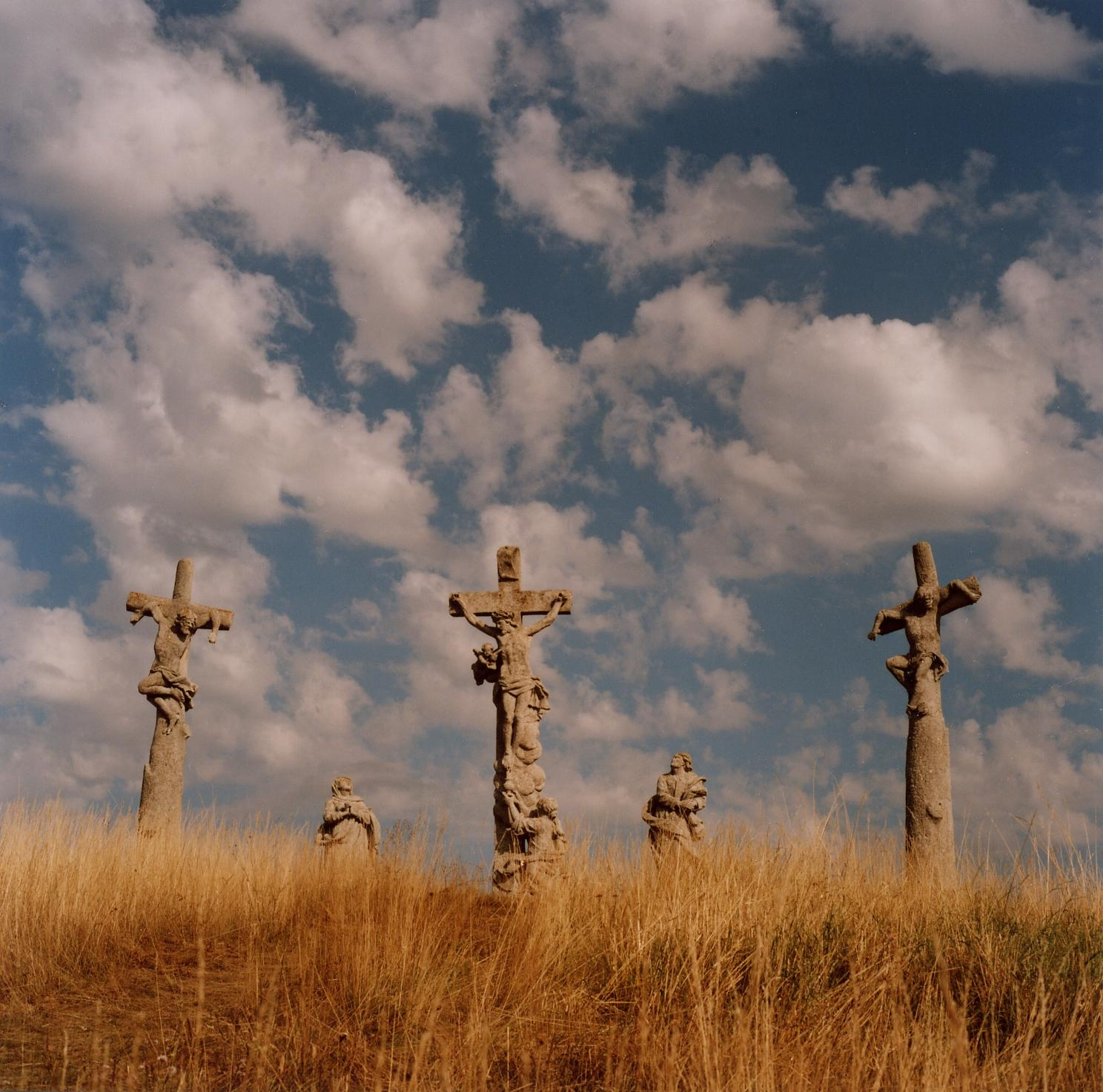
Kalvarienberg südwestlich des Ortes

Pillersdorf ist ein Ort, eine Ortschaft und Katastralgemeinde von Zellerndorf im Bezirk Hollabrunn in Niederösterreich. Die Ortschaft hat 104 Einwohner (Stand 1. Jänner 2024). Bis Ende 1970 war Pillersdorf eine eigenständige Gemeinde.

## Geografie
Pillersdorf liegt zwischen Retz und Pulkau im westlichen Weinviertel. Östlich der Ortschaft in den Weinbergen befindet sich die Öhlbergkellergasse, eine Gruppe gut erhaltener, liebevoll gepflegter Weinkeller und Presshäuser. Eine der schönsten, ohne störende Ausbauten im Originalzustand belassenen Kellergassen Österreichs, mit fast mediterraner Anmutung und herrlichem Rundblick übers Retzer Land.
Pillersdorf ist ein malerisches Straßendorf mit altem Gebäudebestand.

## Geschichte
Im Ortsgebiet wurde ein Gräberfeld aus der frühen Bronzezeit entdeckt, der heutige Ort wurde 1281 erstmals urkundlich genannt. Laut Adressbuch von Österreich waren im Jahr 1938 in der Ortsgemeinde Pillersdorf ein Binder, ein Schmiermittelhändler, ein Gastwirt mit Gemischtwarenhandlung, ein Schmied und ein Schuster ansässig.
Mit 1. Jänner 1971 wurden im Zuge der Niederösterreichischen Kommunalstrukturverbesserung die bis dahin selbständigen Gemeinden Pillersdorf, Deinzendorf, Dietmannsdorf, Watzelsdorf und Zellerndorf zu Zellerndorf fusioniert.

## Sehenswürdigkeiten
- Bei der dem hl. Wolfgang und dem hl. Alban geweihten Filialkirche am südöstlichen Rand des Ortes handelt es sich um einen kleinen barocken Bau, vermutlich aus dem zweiten Viertel des 18. Jahrhunderts.
- Südwestlich der Gemeinde befindet sich eine mächtige barocke Kalvarienberggruppe (bezeichnet 1730) auf einem Hügel.
- In der Ortsmitte steht eine Bildsäule mit Gnadenstuhl aus der Mitte des 18. Jahrhunderts.
- Die Öhlbergkellergasse mit ihren alten Weinkellern und Presshäusern ist von hoher Authentizität.